# Santiago Cabrera
Santiago Cabrera er en chilensk skuespiller; bedst kendt fra sine tv-serieroller som Isaac Méndez i Heroes og sir Lancelot i Merlin. Han er vokset op i flere lande, men bor i et kvarter lidt uden for Beverly Hills.

## Baggrund
Cabrera blev født i Caracas, Venezuela som det midterste barn af en chilensk familie med en diplomat som far og en hjemmegående mor. Cabrera er både vokset op i London, Toronto, Rumænien, Italien og Madrid, inden hans familie flyttede tilbage til Chile, da han var 15 år.
I den alder var Cabrera anfører på sin high schools fodboldhold, og han fokuserede på en karriere som professional fodboldspiller. Dog skiftede han over til en drøm om at blive skuespiller, da hans daværende dramalærer foreslog ham at prøve det.

## Karriere
Cabrera gik på den britiske dramaskole Drama Centre London, men allerede inden han gik ud af skolen, havde han været med i produktionen af flere teaterstykker; The Madras House, A Month in the Country, Napoli Milionaria, Britannicus, The Dutch Coutesan, The Strangeness of Others, A Field, Three Birds Alighting On og spillede desuden hovedrollen i The Last Days of Don Juan.
Under det sidste år på Drama Centre London havde Cabrera sin tv-debut i de små, britiske tv-serier Battlefield Britain, Jugde John Deed og As If.
Cabreras første rolle efter at være færdiguddannet som skuespiller, var rollen som Montano i Shakespeares Othello i Northampton Theatre Royal.

## Personligt
Selvom Cabrera er født i Caracas og bor i London og Los Angeles, ser han Santiago, Chile som sin hjemby.
Udover at tale flydende spansk, engelsk, fransk og italiensk er Cabrera også dygtig til sport, nemlig Hockey, tennis, SCUBA dykning og fodbold, hvor Cabrera spillede som semi-professional fodboldspiller inden han skiftede karriere. Cabrera spiller dog stadig fodbold og deltog i det britiske velgørenhedsprojekt Soccer Aid 7. september 2008, der støttede UNICEF.
Da Cabrera stadig var under uddannelse som skuespiller, kørte han turister rundt i rickshaws.
Cabrera har vært gift med den tyskfødte teaterinstruktør Anna Marcea siden 2003, som han mødte i Storbritannien.

## Filmografi
| År               | Titel                                     | Rolle             | Noter |  |
| ---------------- | ----------------------------------------- | ----------------- | --- |  |
| 2003             | Spooks                                    | Camilo Henríquez  | Sæson 2 afsnit 9 |  |
| 2003             | Judge John Deed                           | Carlos Fedor      | Sæson 3 afsnit 3 Conspiracy |  |
| 2003             | As If                                     | Postmand          | Sæson 4 afsnit 20 |  |
| 2004             | Haven                                     | Gene              | Spillefilm |  |
| 2004             | TOCA Race Driver 2                        | César Maques      | Videospil (stemme) |  |
| 2005             | Empire                                    | Octavius          | Mini-serie (hovedrolle) |  |
| 2005             | ShakespeaRe-Told: The Taming of the Shrew | Lucentio          | |  |
| 2006             | Love and Other Disasters                  | Paolo Sarmiento   | Spillefilm |  |
| 2006– 2007, 2009 | Heroes                                    | Isaac Méndez      | Hovedrolle i sæson 1 Sæson 4 afsnit 8 Once Upon a Time in Texas |  |
| 2007             | Goal II: Living The Dream                 | Diego Rivera      | Spillefilm |  |
| 2008             | Heroes Unmasked                           | Fortæller         | Sæson 3 |  |
| 2008             | Che                                       | Camilo Cienfuegos | Spillefilm |  |
| 2008 - 2011      | Merlin                                    | Lancelot          | Sæson 1 afsnit 5 Lancelot Sæson 2 (2009) afsnit 4 Lancelot and Guinevere Sæson 3 (2010) afsnit 13 The Coming of Arthur (Part 2) Sæson 4 (2011) afsnit 1 The Darkest Hour - Part 1, afsnit 2 The Darkest Hour - Part 2, afsnit 9 Lancelot Du Lac |  |
| 2009             | Caleuche: El Llamado del Mar              | Simón             | Spillefilm |  |
| 2010             | La Vida de los Peces                      | Andrés            | Spillefilm |  |
| 2011             | Covert Affairs                            | Xavier            | Sæson 2 afsnit 17 The Wake-Up Bomb |  |
| 2011             | Alcatraz                                  | Jimmy Dickens     | |  |
| 2012             | For Greater Glory                         | Father Vega       | Spillefilm |  |
| 2012             | Hemingway & Gellhorn                      | Robert Capa       | Tv-film |  |
| 2012             | Falcón                                    | Estéban Calderón  | Tv-serie (afsnit 1 og 2 sæson 1) |  |
| 2012             | Dexter                                    | Sal Price         | Tv-serie (afsnit 6, 7 og 8 sæson 7) |  |
| 2012-2013        | Anna Karenina                             | Vronsky           | Mini-serie |  |
| 2014             | The Musketeers                            | Aramis            | Tv-serie |  |

## Priser

### Modtaget
2007, Future Classic Award (Heroes) (delt med Masi Oka, Leonard Roberts, Noah Gray-Cabey, Zachary Quinto, Jack Coleman, Tim Kring, Dennis Hammer, Allan Arkush)
Altazor Awards – Bedste filmskuespiller (La Vida de los Peces)

### Nomineret
- 2007, ALMA Award, Outstanding Actor – Tv-serie, mini-serie eller tv-film (Heroes)